# AMD K6

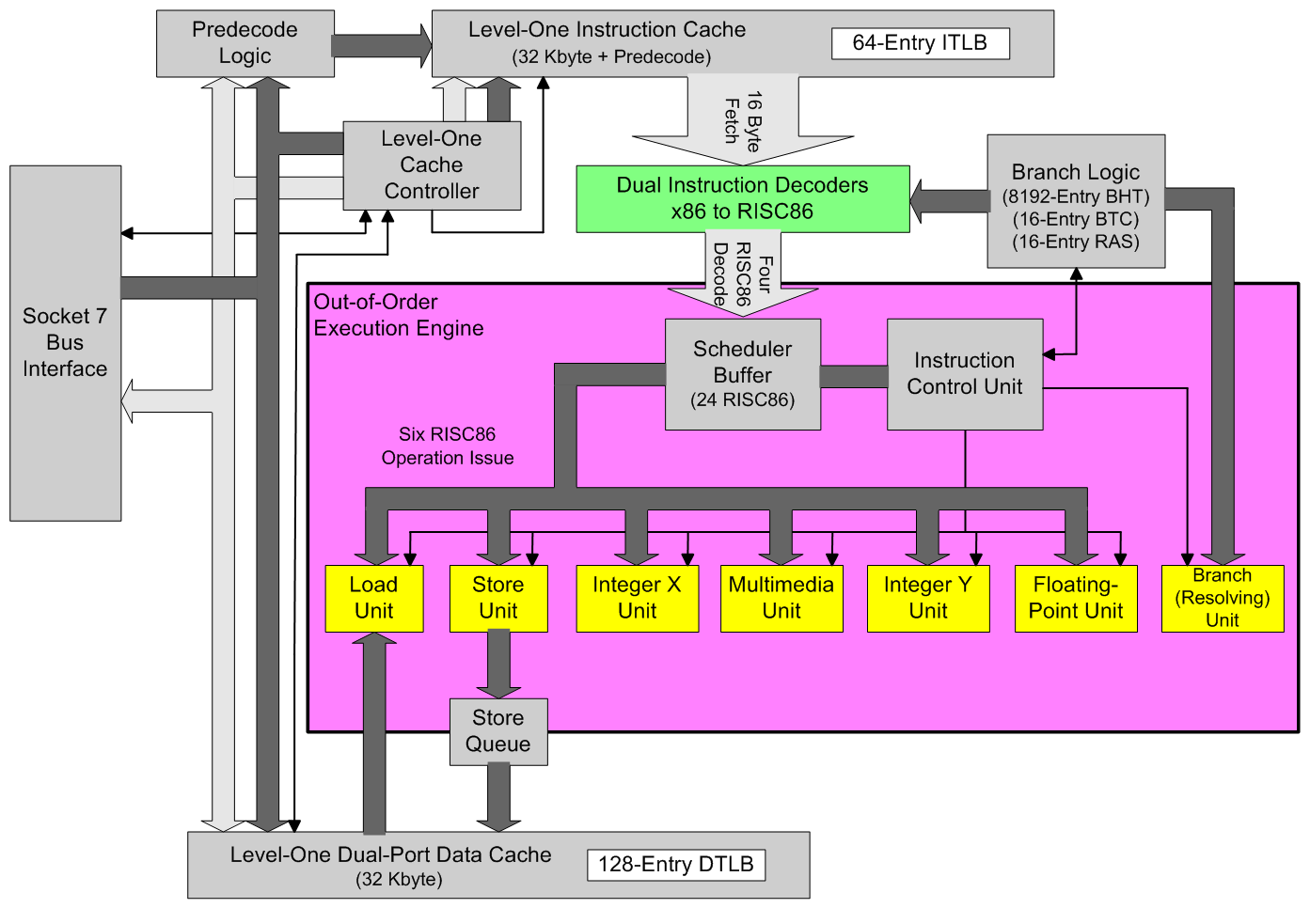
Arquitectura del procesador AMD K6.

El K6 era un microprocesador lanzado en 1997 por AMD. Fue diseñado para funcionar en placas base socket 7, compatibles con las que usaban los procesadores Pentium de Intel. Era presentado como una competencia para los procesadores Pentium II. La principal ventaja competitiva del K6 con respecto a la oferta de Intel era su precio, bastante más barato que el Pentium II, e incluso que el Pentium MMX, al que superaba en prestaciones. Tuvo una importante aceptación en el mercado, presentando a AMD como un rival de peso frente al monopolio que ostentaba Intel en el mercado. Su sucesor fue el microprocesador K6-2.
En cuanto a potencia bruta, comparando sus prestaciones en la ejecución de software de 16 bits, no había grandes diferencias con sus competidores. En cuanto a aplicaciones de 32 bits, resultaban más potentes el Pentium Pro y el Pentium II, quedando el K6 en un punto cercano a estos dos y muy por encima del Pentium MMX, e incluso del Cyrix 6x86. En cálculos en coma flotante, fundamentales para los videojuegos 3D de la época, el K6 quedaba por debajo del Pentium II, pero por encima del Pentium MMX.
El K6 contaba con una gama que iba desde los 166 hasta 300 MHz, e incluían el juego de instrucciones MMX, que ya se habían convertido en estándar.

## Modelos

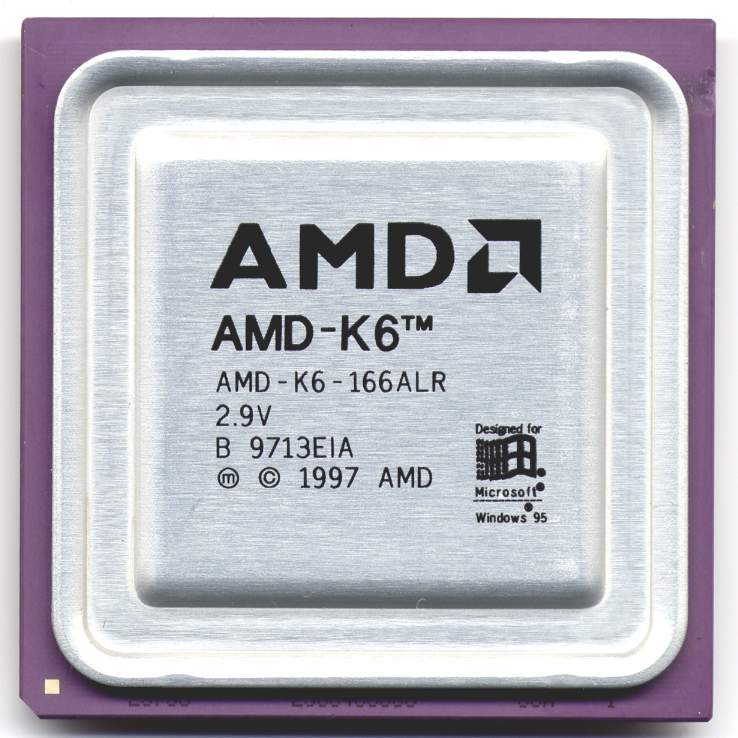
Original K6 (model 6).

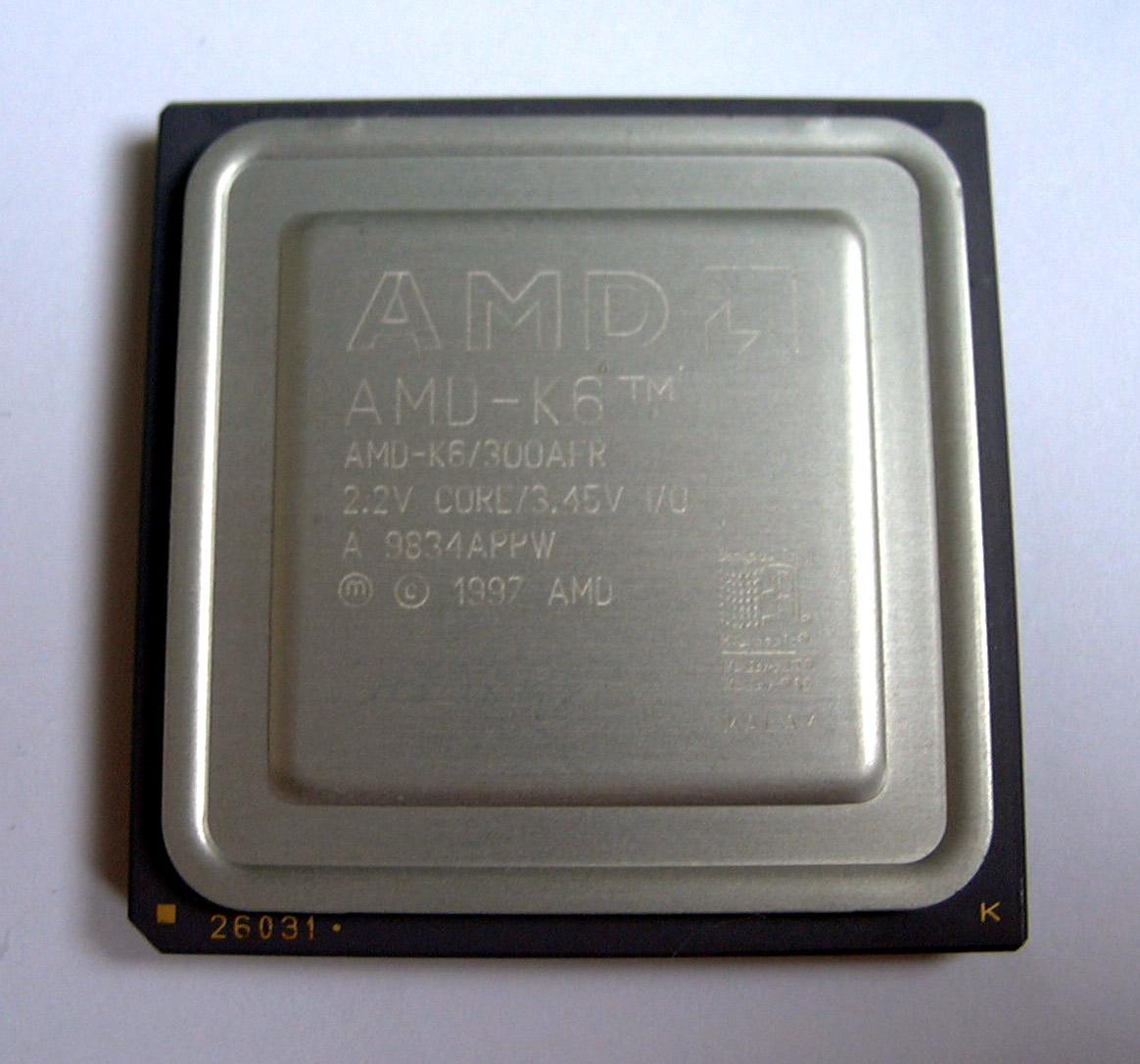
K6 "Little Foot" (model 7).

### K6 (Model 6)
- 8,8 millones de transistores en 350 nm
- L1-Caché: 32 + 32 KiB (Datos + Instrucciones)
- MMX
- Socket 7
- Front Side Bus: 66 MHz
- Fecha de lanzamiento: 2 de abril de 1997
- Núcleo: 1
- Voltaje: 2,9 V (166/200) 3,2/3,3V (233)
- Velocidad de reloj: 166, 200, 233 MHz

### K6 "Little Foot" (Model 7)
- 8,8 millones de transistores en 250 nm
- L1-Caché: 32 + 32 KiB (Datos + Instrucciones)
- MMX
- Socket 7
- Front Side Bus: 66 MHz
- Fecha de lanzamiento: 6 de enero de 1998
- Voltaje: 2,2 V
- Velocidad de reloj: 200, 233, 266, 300 MHz